# Sutina (Bośnia i Hercegowina)
Sutina – wieś w Bośni i Hercegowinie, w Federacji Bośni i Hercegowiny, w kantonie zachodniohercegowińskim, w gminie Posušje. W 2013 roku liczyła 848 mieszkańców, z czego większość stanowili Chorwaci.